# Фелипе Мело
Фелипе Мело (Felipe Melo de Carvalho) е бивш бразилски защштник. Започва кариерата си във Фламенго и преминава през Крузейро и Гремио. През 2005 преминава в Европа, присъединявайки се към Майорка. Следват две години в Расинг Сантандер и една в Алмерия, откъдето е закупен за 13 милиона евро от Фиорентина. След силен сезон с Виола е трансфериран в Ювентус за 21 милиона евро. През 2011 г. преминава под наем в Галатасарай.